# New Formulas from the Jazz Lab
New Formulas from the Jazz Lab è un album di Gigi Gryce e Donald Byrd, pubblicato dalla RCA Records (anche dalla Vik Records, LX 138 nel 1996) nel 1982. Il disco fu registrato a New York City, New York (Stati Uniti) nelle date indicate nella lista tracce.

## Tracce
Lato A
1. Exhibit A – 8:34 (Lee Sears) – Registrato il 30 luglio 1957
2. Capri – 4:57 (Gigi Gryce) – Registrato il 31 luglio 1957
3. Splittin' – 5:18 (Ray Bryant) – Registrato il 31 luglio 1957

Lato B
1. Byrd in Hand – 9:41 (Donald Byrd) – Registrato il 1º agosto 1957
2. Passade – 6:25 (Hank Jones) – Registrato il 1º agosto 1957
3. Ergo the Blues – 7:41 (Hank Jones) – Registrato il 30 luglio 1957

## Musicisti
- Gigi Gryce - sassofono alto
- Donald Byrd - tromba
- Hank Jones - pianoforte
- Paul Chambers - contrabbasso
- Art Taylor - batteria[1]